# FK Kareda
FK Kareda (lit. Futbolo Klubas Kareda) – litewski klub piłkarski z siedzibą pierwotnie w Szawle, następnie w Kownie, działający w latach 1935–2003.

## Historia
Chronologia nazw:
- 1935–1944: Sakalas Szawle (lit. Sakalas Šiauliai)
- 1945–1953: Spartakas Szawle (lit. Spartakas Šiauliai)
- 1954–1960: Statybininkas Szawle (lit. Statybininkas Šiauliai)
- 1961: Sakalas Szawle (lit. Sakalas Šiauliai)
- 1962–1989: Statybininkas Szawle (lit. Statybininkas Šiauliai)
- 1990–1994: Sakalas Szawle (lit. Sakalas Šiauliai)
- 1995: Kareda-Sakalas Szawle (lit. Kareda-Sakalas Šiauliai)
- 1996–2000: Kareda Szawle (lit. Kareda Šiauliai)
- 2000–2003: Kareda Kowno (lit. Kareda Kaunas)

Klub założony został w 1935 roku pod nazwą Sakalas. Pierwotną siedzibą klubu były Szawle. W 1995 roku klub przyjął nazwę Kareda-Sakalas, a w następnym Kareda. W 2000 roku klub przeniósł się do Kowna. W 2003 roku został rozwiązany.

## Osiągnięcia
Uwaga: w latach 1945–1990 rozgrywano mistrzostwa i puchar w ramach Litewskiej SRR
- Mistrz Litwy (4): 1969, 1977, 1997, 1998
- Wicemistrz Litwy (4): 1966, 1978, 1996, 1999
- Puchar Litwy (3): 1974, 1996, 1999
- Finał Pucharu Litwy: 1975

## Europejskie puchary
Legenda do wszystkich tabel:
- Q – runda eliminacyjna, 1/16, 1/8, 1/4, 1/2 – odpowiednia faza rozgrywek, Grupa – runda grupowa, 1r gr – pierwsza runda grupowa, 2r gr – druga runda grupowa, F – finał, R – runda, PO – play-off
- k. – rzuty karne, los. – losowanie, Dogr. – dogrywka, w. – zasada bramek strzelonych na wyjeździe

| Sezon     | Rozgrywki                 | Runda | Klub                 | Dom | Wyjazd | Ogólnie |
| --------- | ------------------------- | ----- | -------------------- | --- | ------ | ------- |
| 1996/97   | Puchar Zdobywców Pucharów | Q     | FC Sion              | 0–0 | 2–4    | 2–4     |
| 1997/98   | Liga Mistrzów             | 1Q    | Anorthosis Famagusta | 1–1 | 0–3    | 1–4     |
| 1998/99   | Liga Mistrzów             | 1Q    | NK Maribor           | 0–3 | 0–1    | 0–4     |
| 1999/2000 | Puchar UEFA               | Q     | Olimpija Lublana     | 2–2 | 1–1    | 3–3, w. |